# Fotbal Club Dacia 2011-2012
Questa voce raccoglie le informazioni riguardanti il Fotbal Club Dacia nelle competizioni ufficiali della stagione 2011-2012. 

## Rosa
| N. |                               | Ruolo | Calciatore         |
| -- | ----------------------------- | ----- | ------------------ |
| 1  | Moldavia (bandiera)           | P     | Evghenii Matiughin |
| 2  | Moldavia (bandiera)           | D     | Veaceslav Posmac   |
| 3  | Moldavia (bandiera)           | D     | Vasile Jardan      |
| 4  | Moldavia (bandiera)           | D     | Denis Ilescu       |
| 5  | Moldavia (bandiera)           | C     | Dumitru Popovici   |
| 7  | Burkina Faso (bandiera)       | C     | Adama Guira        |
| 8  | Moldavia (bandiera)           | C     | Eduard Grosu       |
| 9  | Moldavia (bandiera)           | A     | Ghenadie Orbu      |
| 10 | Moldavia (bandiera)           | C     | Nicolae Josan      |
| 11 | Moldavia (bandiera)           | C     | Maxim Mihaliov     |
| 15 | Macedonia del Nord (bandiera) | A     | Ersen Sali         |

| N. |                               | Ruolo | Calciatore          |
| -- | ----------------------------- | ----- | ------------------- |
| 16 | Moldavia (bandiera)           | P     | Artiom Gaiduchevici |
| 17 | Moldavia (bandiera)           | C     | Andrei Cojocari     |
| 18 | Gambia (bandiera)             | A     | Osman Sow           |
| 19 | Montenegro (bandiera)         | C     | Miloš Krkotić       |
| 20 | Moldavia (bandiera)           | C     | Vasile Carauș       |
| 21 | Montenegro (bandiera)         | A     | Slaven Stjepanović  |
| 22 | Ucraina (bandiera)            | D     | Maksim Lapushenko   |
| 23 | Russia (bandiera)             | A     | Vasilij Pavlov      |
| 24 | Togo (bandiera)               | D     | Abdoul-Gafar Mamah  |
| 25 | Brasile (bandiera)            | D     | Célio Santos        |
| 27 | Macedonia del Nord (bandiera) | D     | Goran Dimovski      |